# Palazzo Chiericati (Vicenza)

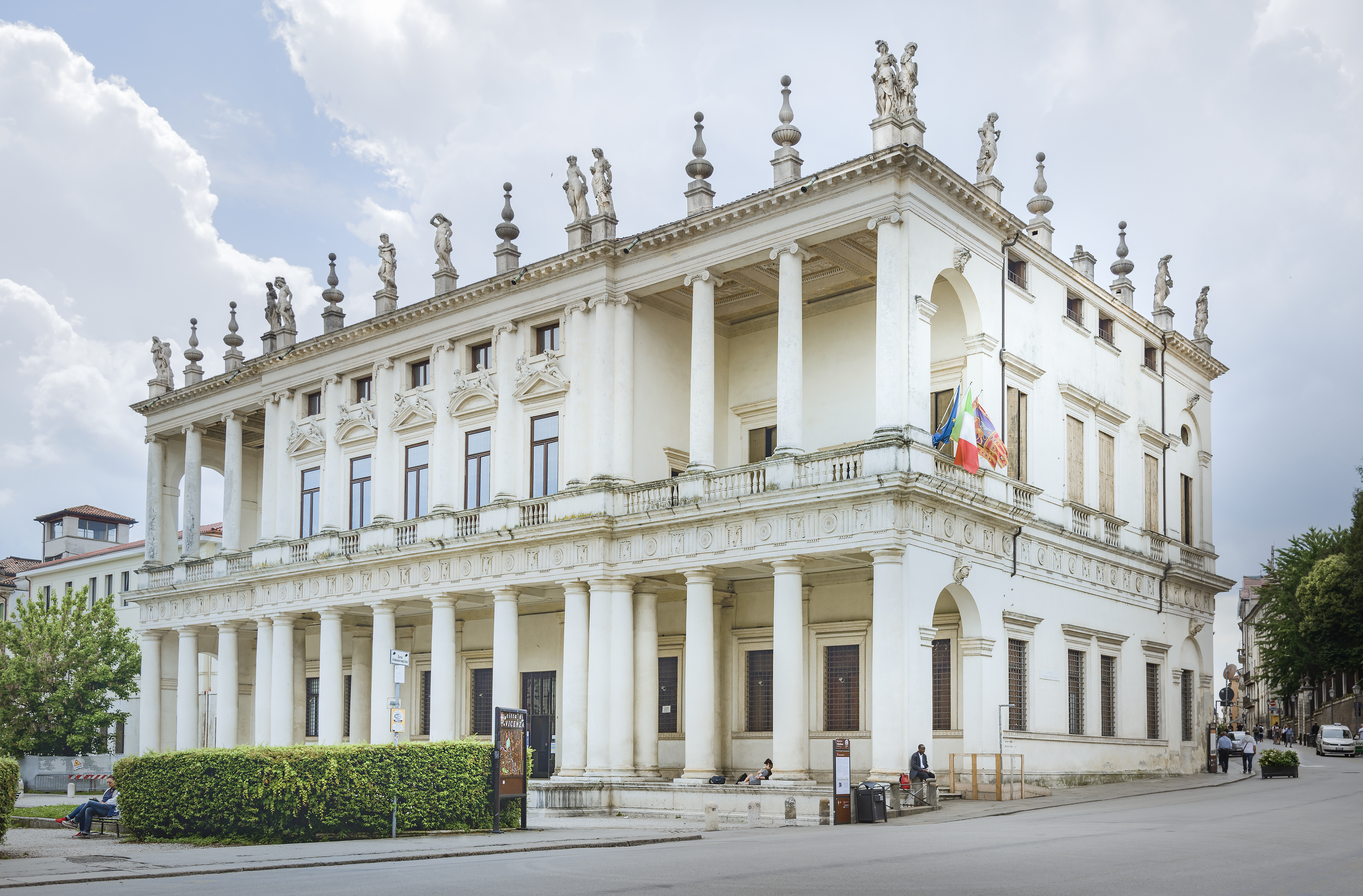
Frontfassade

Der Palazzo Chiericati ist ein Gebäude der Renaissance in der norditalienischen Stadt Vicenza. Das Gebäude an der heutigen Piazza Mateotti (früher Piazza d’Isola) – in unmittelbarer Nähe zu Palladios Teatro Olimpico – steht leicht erhöht auf einer der Klassischen Antike entlehnten Krepis, um es vor den häufig vorkommenden Überschwemmungen zu schützen. Heute ist hier die Städtische Kunstgalerie von Vicenza beheimatet. Unter den wichtigsten Werken „Diana und Atteone“ (1725) von Giambattista Pittoni. Zusammen mit anderen Villen Palladios in Norditalien wurde der Palast im Jahre 1994 in die Liste des UNESCO-Weltkulturerbes aufgenommen.

## Baugeschichte
Der Palazzo Chiericati wurde 1550 von dem Architekten Andrea Palladio für Graf Girolamo Chiericati geplant. Der Bau begann 1551, wurde aber durch den Tod des Grafen 1557 unterbrochen. Ursel Berger sieht die Entwicklung des Palazzo Porto, der ab 1549 ebenfalls von Palladio errichtet wurde, und des Palazzo Chiericati parallel. Der vermeintlich „reifere“ Stil des letzteren ist vermutlich vor allem eine Reaktion auf die exponierte Stellung an einem Platz, der ganz andere Lösungen forderte als eine enge Gasse. Viele der Ideen des Palazzo Chiericati sind aber zur Zeit des Palazzo Porto bereits angedacht gewesen und finden in der Basilika Palladios Verwendung. Weitere Arbeiten am Palazzo Chiericati wurden vom Sohn des Grafen, Valerio Chiericati (* 1528, † 1609) in Auftrag gegeben, jedoch nur für die Innenausstattung. So stand das Gebäude fast ein Jahrhundert als unvollendete Baustelle da. Gleichwohl zog Valerio Chiericati bereits 1570 in den Palast ein und lebte dort bis zu seinem Tod im Jahr 1609. Endgültig fertiggestellt wurde der Palazzo Chiericati wahrscheinlich jedoch erst um 1680 unter Leitung des Architekten Carlo Borella.
Teile der Architektur des Palazzo Chiericati dienten Carl von Gontard 1777 als Vorlage für das Noacksche Haus am Alten Markt in Potsdam.

## Architektur und Ausstattung
Es sind zahlreiche Stilelemente aus der klassischen Antike verwendet worden. Die Hauptfassade besteht im Erdgeschoss aus drei Loggien, während der mittlere Teil im Obergeschoss geschlossen ist. Die oberen Säulen sind ionisch, die unteren dorisch. Der Grundriss des Palastes ist streng symmetrisch um einen inneren Hof angelegt. Die Eingangsfassade zeigt sich zur Piazza Mateotti mit dem mittig angeordneten Portikus, von dem man in das Vestibül gelangt. Darüber befindet sich der große Saal, dessen Fläche bis an die Säulen des Obergeschosses (Piano nobile) heranreicht. So entsteht die für den Palast charakteristische Fassadengliederung mit der durchgängigen Loggia im Erdgeschoss und den fünf Fensteröffnungen über dem Eingang.
Das Kranzgesims des Gebäudes wurde um 1700 mit Statuen und Kandelabern geschmückt, die im ursprünglichen Entwurf Palladios nicht vorgesehen waren. Sowohl die Decken der Loggien als auch der Innenräume sind reich verziert. Im Erdgeschoss stammen die Fresken von Domenico Brusasorzi (Saal des Firmaments und des Herkules) und Giovanni Battista Zelotti (Saal des Götterrates). Die Stuckarbeiten und Vergoldungen wurden von Bartolomeo Ridolfi und die Grotesken von Eliodoro Forbicini ausgeführt. Die Fresken im Obergeschoss wurden von Domenico Brusasorzi (Saal der Tugenden) und Battista del Moro (Saal der Trajanssäule) ausgeführt. Der aus dem sechzehnten Jahrhundert stammende Teil des Palastes ist mit Malereien von Cristoforo Menarola (Apotheose der Familie Chiericati und Tondi mit allegorischen Figuren) und Bartolomeo Cittadella ausgestattet.

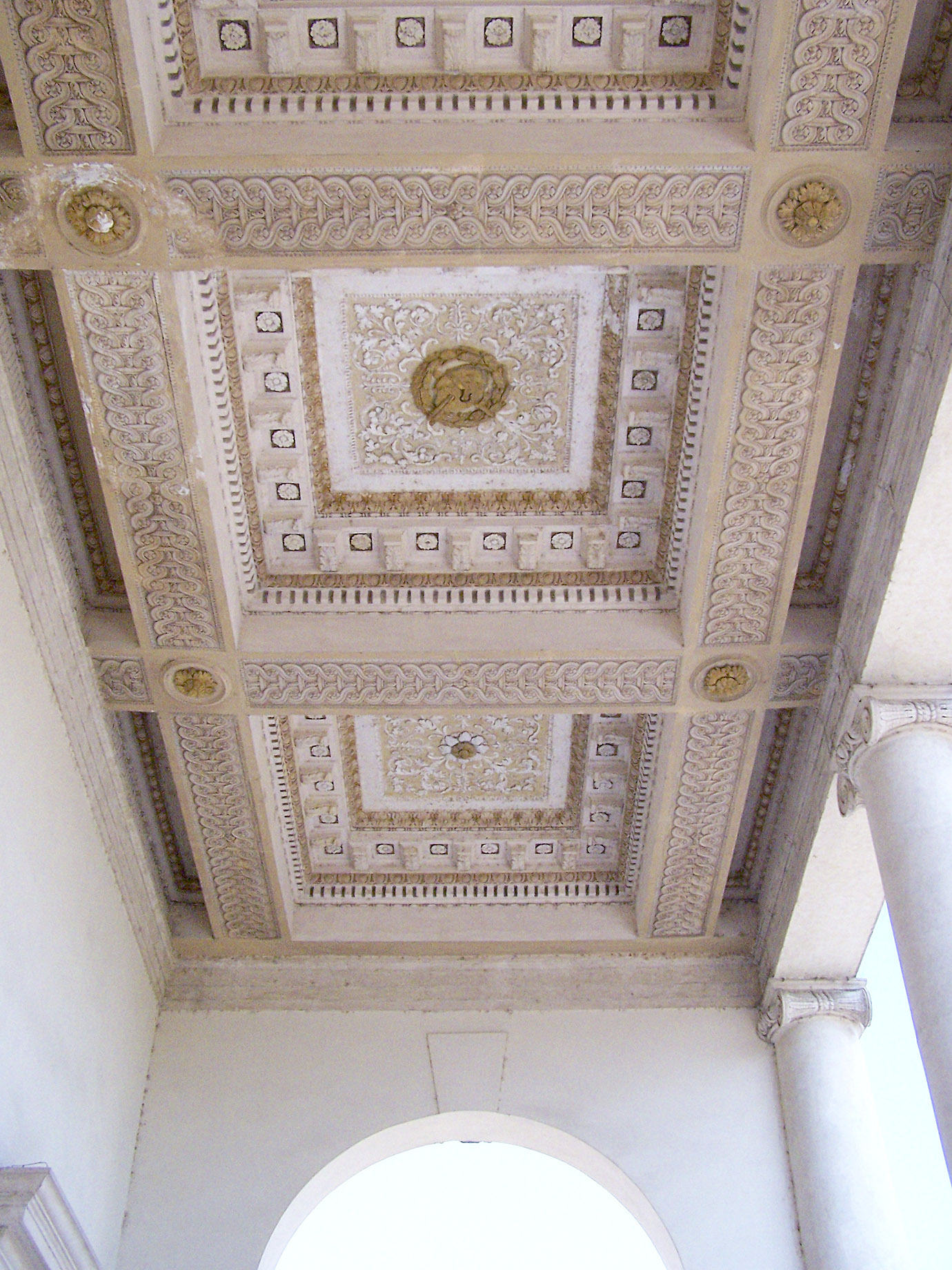
Deckendetail in einer der beiden Loggien im Obergeschoss
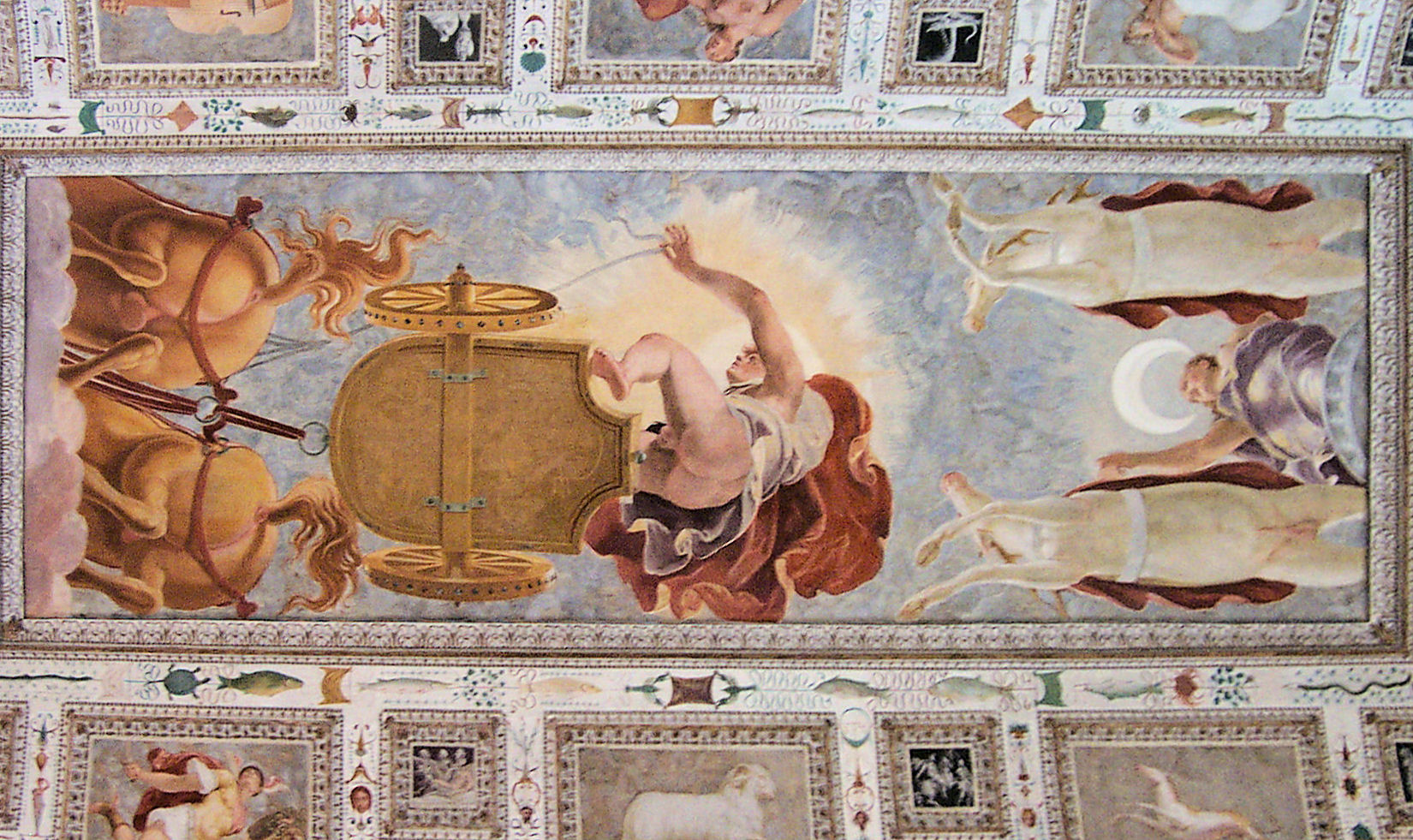
Deckengemälde in der Eingangshalle (Sala del Firmamento)
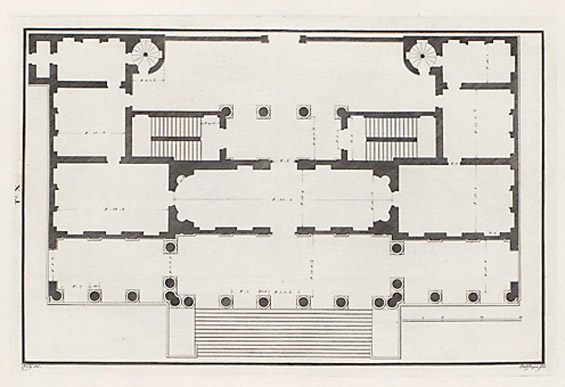
Grundriss Erdgeschoss, Zeichnung von Ottavio Bertotti Scamozzi aus 1776

## Museum
1838 erwarb die Stadt Vicenza das Gebäude von der Familie Chiericati mit dem Ziel, dort die kommunale Kunstsammlung unterzubringen. Nach einer umfangreichen Renovierung durch die Architekten Giambattista Berti und Miglioranza wurde das Museo Civico 1855 eingeweiht. Der Grundstock der Sammlung stammt aus großzügigen Stiftungen Vincentiner Bürger aus dem 18. Jahrhundert, darunter Gemälde von Jacopo Tintoretto, Anthonis van Dyck, Sebastiano und Marco Ricci, Luca Giordano, Tiepolo und Piazzetta.
Die Sammlung umfasst Gemälde, Skulpturen, Drucke und Grafiken und eine Münzsammlung. 33 Zeichnungen von Palladio wurden von Gaetano Pinali im Jahr 1839 dem Museum gestiftet. Unter den Gemälden befindet sich eine Reihe bedeutender Altarbilder aus der Kirche des ehemaligen Ospedale San Bortolo, darunter Werke von Bartolomeo Montagna, Giovanni Bonconsiglio, Cima da Conegliano, Giovanni Speranza und Marcello Fogolino. Unter den nichtsakralen Bildern befinden sich sieben Lünetten zum Thema „Verherrlichungen venezianischer Podestà“ von Jacopo Bassano, Francesco Maffei und Giulio Carpioni.
Die jüngste Stiftung stammt aus dem Nachlass des Verlegers und Autors Neri Pozza (1912–1988), der der Stadt Vicenza seine Sammlung zeitgenössischer Kunst vermacht hat. Sie umfasst u. a. Werke von Carlo Carrà, Filippo De Pisis, Virgilio Guidi, Osvaldo Licini, Ottone Rosai, Gino Severini, Emilio Vedova, Mario Mafai, Arturo Martini und Pablo Picasso.